# Пнакотические манускрипты
«Пнакоти́ческие манускри́пты» (англ. Pnakotic Manuscripts) или рукописи, а также «Пнакоти́ческие Фрагме́нты» (англ. Pnakotic Fragments) — вымышленные текстовые документы, созданные Г. Ф. Лавкрафтом, которые якобы появились в первобытные времена Земли в древнем городе Пнакотус, который тогда населяли пришельцы Великой Расы Йит. Рукопись впервые появилась в рассказе «Полярис» (1918). «Пнакоти́ческие манускри́пты» упоминаются в «Иные боги» (1933), «Сомнамбулический поиск неведомого Кадата» (1926), «Шепчущий во тьме», «Хребты Безумия» (1936), «Врата серебряного ключа», «За гранью времён» (1936) и «Обитающий во Тьме». Рукописи упоминаются другими авторами последователями «Мифов Ктулху», такими как Лин Картер и Брайан Ламли.
«Пнакоти́ческие рукописи» заслуживают особого внимания, потому что это первая из вымышленных тайных книг в произведениях Лавкрафта. Во многих рассказах они упоминаются чаще, чем любые другие вымышленные «запрещенные книги» — включая «Семь тайных книг Хсана», «Безымянные Культы» и «Черная Книга» Фон Юнтца, «Культы гулей» Франсуа Д’Эрлета. Исключением является более известный и легендарный «Некрономикон». Название похоже на другие слова, которые изобретает Лавкрафт: Мискатоникский университет, Аркхем, Данвич, Иннсмут и прочие.

## Происхождение в творчестве Лавкрафта
Согласно рассказу Лавкрафта «Иные боги», «Пнакотические рукописи» возникли в Стране снов, вероятно, в той её части, где люди могут жить в древнем прошлом Земли. Изначально «Пнакотические рукописи» принадлежали жителям Ломара, которые тщательно их изучали. Позже они были переданы в Гиперборею и переведены на язык Страны снов. Известно, что еще одно дополнение было сделано в более ранние времена писцом в городе Зобна, где раньше жили Ломарцы — что описано в «Полярис».
История «Пнакоти́ческих рукописей» продолжается в повести «Сомнамбулический поиск неведомого Кадата», где мудрец говорит, что рукописи «созданы бодрствующими людьми в забытых бореальных королевствах и перенесены в Страну снов, когда волосатые каннибалы Гнопх-Кехи одолели город Олатоэ и убили всех героев земли Ломар». В повести «Сомнамбулический поиск неведомого Кадата» мудрец предполагает, что существуют даже более старые свитки, в которых изложены «Ритмы Великих Древних богов» — что описывает иной способ общения расы пришельцев. Рэндольф Картер узнал у старейшины Зугов, что, по его мнению, последняя сохранившаяся копия «Пнакотических Рукописей» находится в городе Ултар, что за рекой Скай. Судя по разочарованию Рэндальфа Картера читаемая информация может быть весьма расплывчатой и она может отличаться от первоисточника, который переписывали сновидцы, а затем его пересказывали на свой лад
Оригинальные рукописи в виде свитков передавались сквозь века, и в конце концов попали в руки тайных культов Древних богов. В «Шепчущий во тьме» ученый Генри Экли рассказывает Альберту Вилмарту, что в «Пнакоти́ческих рукописях» упоминается Великий Старый Тсатхоггуа, аморфное жабоподобное существо. Лавкрафт соединяет «Пнакоти́ческие рукописи» с книгой «Некрономикон» в повести «Хребты Безумия», где герой заявляет, что оба текста «намекают на чудовищные мифы о Старцах». Главный герой повести «Хребты Безумия» упоминает, что «Пнакоти́ческие рукописи» находились в древнем городе Ломар во льдах Антарктиды и предшествуют происхождению человека, и отмечает, что «несколько смелых мистиков намекнули на их происхождение до плейстоцена». Предполагается, что Великая Раса Йит создала первые пять глав «Пнакоти́ческих рукописей», в которых, среди прочего, содержится подробная хроника истории всех рас на Земле. В повести «За гранью времён» «Пнакотические рукописи» хранились в библиотечном городе Великой Расы Йит Пнакотус (отсюда и название). В рассказе «Вызов извне» «Пнакотические рукописи» сравнивают с фрагментами Эльтдаунских Таблиц.
Можно выдвинуть гипотезу об ином содержании «Пнакоти́ческих рукописей» в других рассказах Лавкрафта, в которых персонаж исполняет ритуалы и упоминает (вымышленные) факты, которые могут основываться на информации, содержащейся в «Пнакоти́ческих рукописях» (но не имеют прямой ссылки на нее). Лавкрафт предоставил читателю возможность размышлять над этим, а другим писателям и последователям — расширять его мир.

## Содержание
Лавкрафт нигде не предоставил подробных сведений о содержании «Пнакотических рукописей» (или других запретных книг), ссылаясь на этот источник для большей убедительности и приданию рассказу фэнтези черт жанра документалистика.
- В рассказе «Иные боги» (1932) «Пнакотические рукописи» дополняют «Семь тайных книг Хсана» как источник тайных знаний. Барзаи Мудрый, взошёл на гору Хатхег-Кла и встретил там богов Земли — о чём «с благоговением написано в замшелых Пнакотических рукописях». До этого лишь однажды в древние времена Сансу, житель Страны снов, поднялся на Хатег-Кла и, вероятно, он оставил свои познания о секретах богов Земли, которые изучил Барзаи Мудрый. В замшелых Пнакотических Рукописях говорится, что когда мир был молодым и Сансу взошёл на Хатег-Кла, он не обнаружил там ничего, кроме безмолвных льдов и скал. Но после того, как жители Ултара, Нира и Хатега преодолели страх и взошли по тем проклятым кручам в поисках Барзаи Мудрого, они увидели, что на голом утёсе вершины был высечен странный символ гигантских пятьдесят локтей в ширину размеров, как если бы какой-то титанический резец прошёлся по скале. И символ этот был подобен тому, который учёные люди встречали в наиболее таинственных и жутких частях Пнакотических Рукописей, оказавшимся слишком древними, чтобы их можно было прочесть.
- Непереводимый раздел, содержащий символы на внеземном языке.
- Циклопический символ (англ. Cyclopean symbol) — символ, который высек на горе Хатег-Кла чей то титанический резец. на вершине Хатег-Кла, после исчезновения Барзая Мудрого.
- В повести «Хребты безумия» (1931) геологи из Мискантонийского университета говорят про «мифы о Древних» и «дьявольски мифы Кадата», что расположен в ледяных пустошах Антарктиды»:Лейк вспоминал первобытные мифы о Великих Древних, спустившихся со звёзд и сотворивших земную жизнь шутки ради, или по ошибке; и дикие истории о «космических тварях на холмах» из «Внешнего мира», рассказанные коллегой-фольклористом из английского отдела Мискатоника. Существа эти являлись творцами и властителями этой жизни и послужили образами для самых жутких Мифов о Древних, на которые есть ужасные намёки в «Пнакотических рукописях» и «Некрономиконе». Это были Великие Древние, спустившиеся со звёзд, когда Земля была молодой, — существами, чья плоть сформировалась за годы эволюции на далёкой планете: они обладали невероятной, безграничной мощью, которой никогда не было на Земле. Подумать только, ведь мы с Денфортом всего лишь сутки назад видели фрагменты их окаменелых тел, пролежавших во льдах... и бедняга Лейк и его группа лицезрели их подлинный облик…
- В рассказе «Ужас в музее» (1932) описан восьмой фрагмент, что касается Ран-Тегота. В XV веке единственный публичный перевод (на английском языке) был сделан неизвестным автором. Эта «пиратская» версия известна только как пять переплетённых рукописей, хранящихся в крупнейших библиотеках Европы и Америки.
- В повести «За гранью времён» (1935) упоминаются «Доплейстоценовые» записи Великой Расы, к которым позже добавились дочеловеческие последователи культа Тсатоггуа.
- Другие сведения.

## Последователи «Мифов Ктулху»
В произведениях последователей «Мифов Ктулху» «Пнакотические рукописи» охватывают различные темы, в том числе описания Чаунгар-Фаугна и Йиб-Цтля (Брайана Ламли), расположение Ксиурна, ритуалы Ран-Тегота (из рассказа «Ужас в Музее») и другие тайны о Древних богах. В произведениях из расширенной вселенной «Мифов Ктулху» Пнакотическое Братство хранят экземпляр «Пнакотических рукописей» в городе Вурми.
Оригинальные «Пнакотические рукописи» сохранились в исторические времена благодаря защите тайного культа, известного как «Братство Пнакотиков». Предположительно они перевели инопланетный текст на греческий язык в той версии, которая и известна как «Пнакотические рукописи». По слухам английский перевод был сделан в XV веке неизвестным писцом. Известным фактом является то, что тексты существуют только в рукописной форме и считается, что оригинальные свитки «Пнакотических рукописей» утеряны. Возможно, это связано с тем, что оригинал может существовать только в Стране снов в Храме Старцев в Ултаре, где только сновидцы могут ознакомиться с ним.